# Stade Reims
Stade de Reims [stad də ʀɛ̃s], im deutschsprachigen Raum meist kurz Stade Reims, ist ein 1910 gegründeter französischer Fußballverein aus Reims, der 1931 seinen heutigen Namen erhielt. In Frankreich spielte seine Männermannschaft nach dem Zweiten Weltkrieg für gut anderthalb Jahrzehnte eine herausragende Rolle mit sechs Meistertiteln zwischen 1949 und 1962 sowie zwei Pokalsiegen (1950, 1958). In dieser Zeit galt der Klub aus der Champagne als Aushängeschild (équipe fanion oder équipe phare) des französischen Fußballs, weil Stade de Reims eine attraktive, offensive Spielweise – auch im Rückblick häufig als „prickelnder Champagner-Fußball“ (foot pétillant, football champagne) bezeichnet – pflegte und zahlreiche seiner Spieler das Gerüst der Nationalelf bildeten, die insbesondere mit ihrem dritten Platz bei der Weltmeisterschaft 1958 in Schweden für einen ersten Höhepunkt des französischen Fußballs sorgte. Zudem erreichte der Verein zweimal das Endspiel im Europapokal der Landesmeister (1956, 1959), was einem Klub aus Frankreich erst 1976 wieder gelang.
Der höchsten französischen Spielklasse hatte Stade Reims ab 1979 33 Jahre lang nicht mehr angehört, belegt in der „ewigen Ligatabelle“ aber 2025 immer noch den 16. Rang. Auch Stades Frauenfußballerinnen trugen mit fünf Landesmeistertiteln zwischen 1975 und 1982 zum Renommee des Vereins bei. In der Saison 1991/92 ging er in Konkurs, seine Männermannschaft musste nach Neugründung in der sechsten Liga beginnen und stand sportlich nur noch selten landesweit in den Schlagzeilen. 2012, exakt ein halbes Jahrhundert nach dem Gewinn des letzten Meistertitels, kehrte der Klub für vier Jahre in die Ligue 1 zurück, der er von 2018 bis 2025 erneut angehörte.

## Geschichte

### Die Anfänge als Betriebssportverein

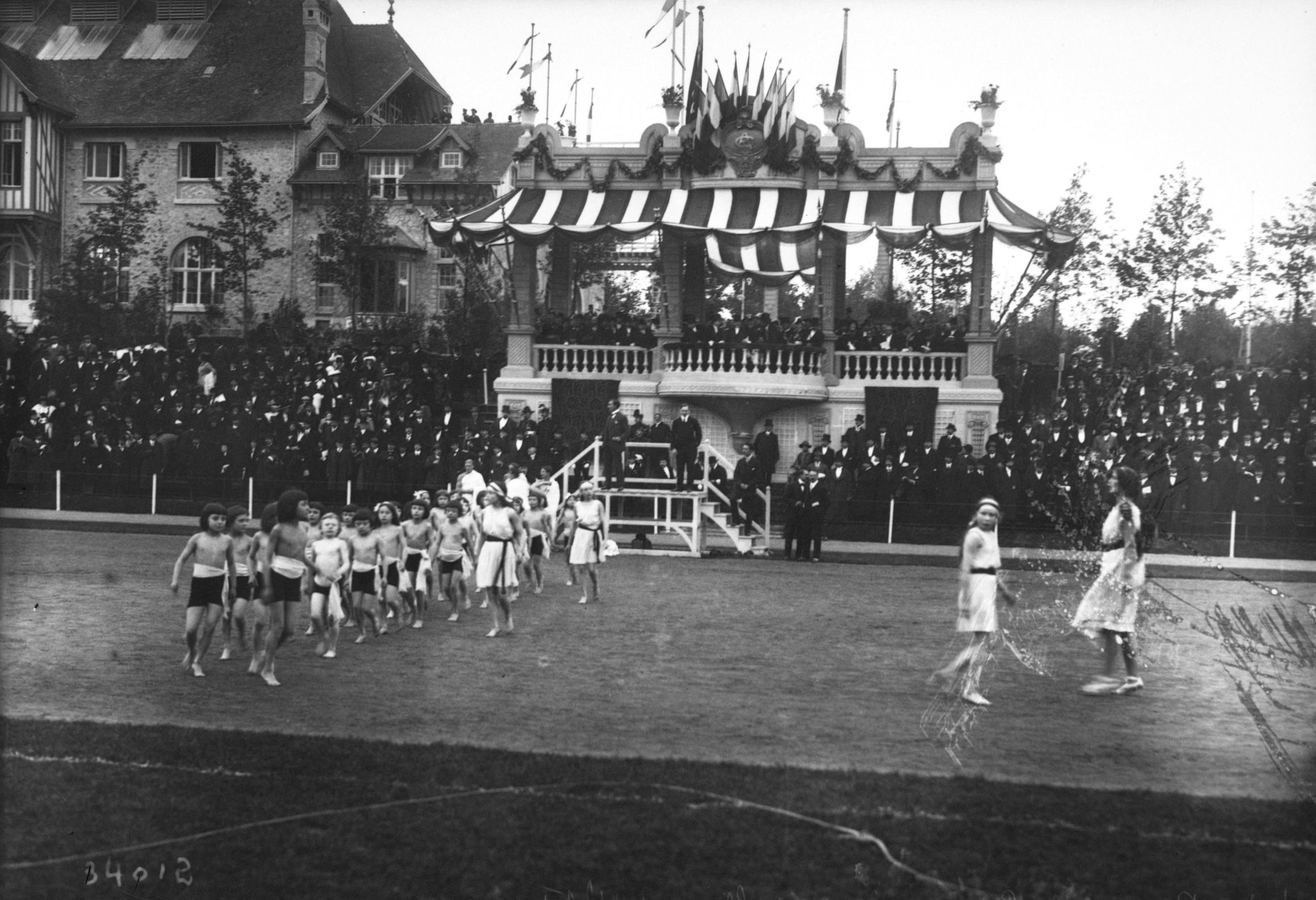
Einweihung des Sportfeldes mit „Präsidententribüne“ im Parc Pommery (1913)

Der Klub ging aus der am 29. September 1910 offiziell eingetragenen Société Sportive du Parc Pommery (SSPP), dem Betriebssportverein der Sektkellerei Pommery & Greno, hervor, in dem auch Wandern, Gymnastik, Rugby, Leichtathletik und Radsport betrieben wurden. Dies war der erste Verein seiner Art in der Region, und in ihm präsidierte, typisch für den korporativen Sport, der Firmeninhaber Graf Marie Charles Jean Melchior de Polignac persönlich; die Fußballabteilung leitete mit René Humbert der Geschäftsführer des Unternehmens. Seine am Fußballsport interessierten Mitglieder waren anfangs ausschließlich Angestellte der Kellerei, bald aber auch Beschäftigte der Zulieferbetriebe, also Winzer, Böttcher und Fuhrleute. Pommery & Greno hatte schon um die Jahrhundertwende freiwillige sozialpolitische Einrichtungen wie eine betriebliche Rentenkasse und eine Krankenversicherung eingeführt; 1909 legte es zudem am südlichen Stadtrand den Parc Pommery (seit 2004: Parc de Champagne) als Erholungsgelände für seine Arbeiter an. 1913 wurden drei Hektar davon für den Bau einer großen Turn- und Festhalle sowie die Anlage eines Sportfeldes unter freiem Himmel genutzt. Da vergleichbare städtische Freizeitflächen zu dieser Zeit in Reims noch nicht existierten, öffnete Pommery seinen Park auch für andere Sporttreibende. Die Fußballer nahmen – in an das Unternehmensprodukt erinnernden goldfarbenen Trikots und grünen Hosen – schon vor dem Ersten Weltkrieg an den Meisterschaften des Départements Marne bzw. der Champagne und ab 1922 am Spielbetrieb der Ligue Nord-Est, die zusätzlich die Île-de-France und die Ardennenregion umfasste, teil. Der Verein warb in den 1920er Jahren auch um betriebsfremde Fußballspieler, die er in Zeiten einer „Umgehung des Amateurstatuts“ (amateurisme marron) mit Vergünstigungen wie dem Angebot eines Arbeitsplatzes, großzügiger Freizeitregelung oder direkter Zahlungen zum Vereinswechsel bewegen konnte.
Im Sommer 1929 stieg die SSPP in die Division d’Honneur, die höchste Spielklasse der Ligue Nord-Est, auf, in der allerdings andere Mannschaften, darunter der Lokalrivale Sporting Club Rémois, dominierten. Dennoch zogen Freundschaftsspiele im Parc Pommery gegen renommierte Gegner bis zu 5.000 Zuschauer an, und auch im Ausland – so im April 1931 in Stuttgart und Frankfurt am Main – spielte sie in gut gefüllten Stadien.

### Von 1931 bis zum Ende des Zweiten Weltkriegs
Details zu den Meisterschaftsplatzierungen und dem Abschneiden in der Coupe de France seit 1931 siehe unter Ligazugehörigkeit und Platzierungen.

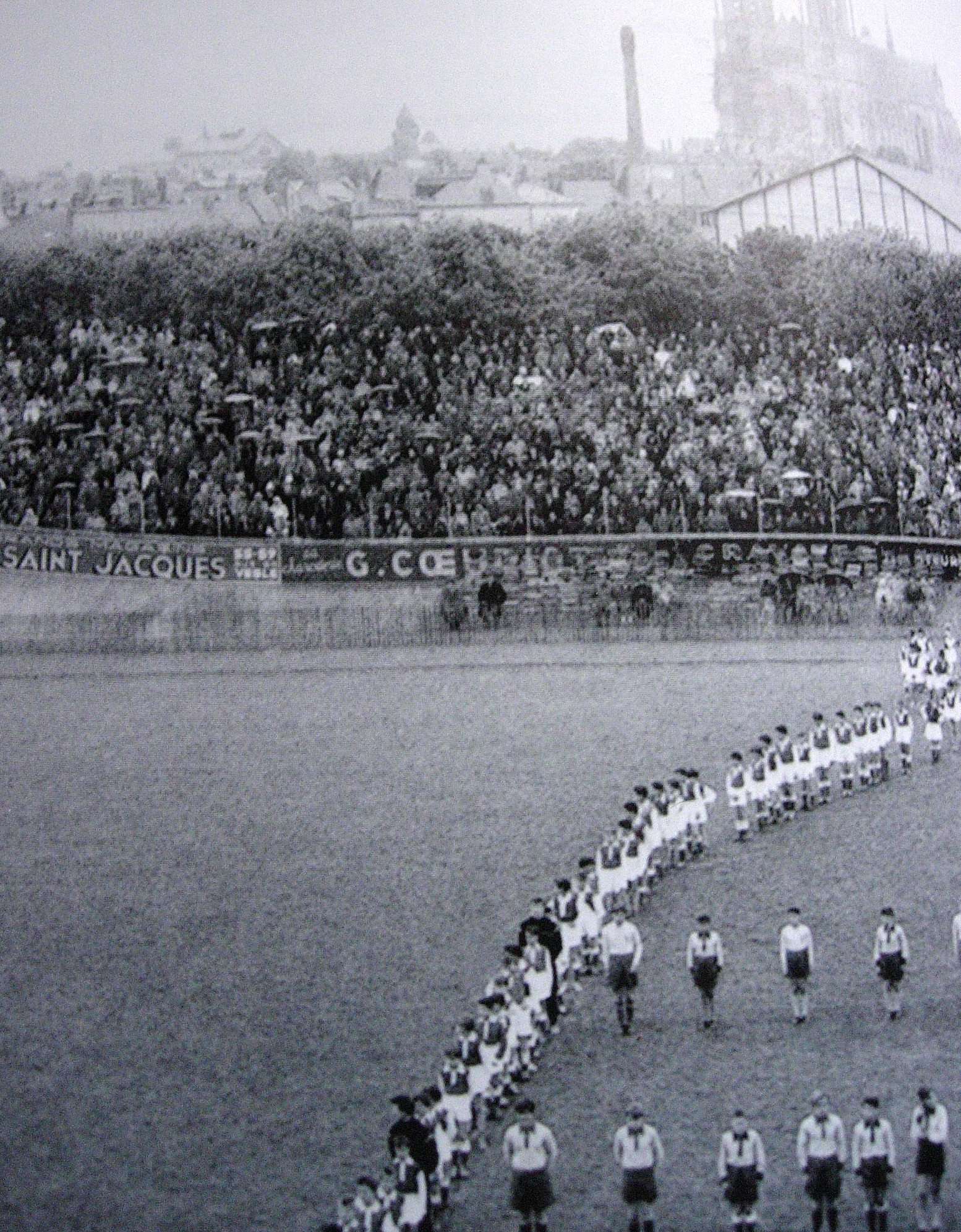
Das Stade Vélodrome Municipal vor dem Zweiten Weltkrieg; im Hintergrund die Kathedrale von Reims

Angesichts der bevorstehenden Einführung einer landesweiten Liga beschloss die Vereinsführung, die Fußballsparte des Klubs auf den damit verbundenen Professionalismus vorzubereiten; dies erforderte unter anderem eine organisatorische Trennung vom Unternehmen und den anderen Abteilungen der SSPP. Am 18. Juni 1931 erfolgte die offizielle Registrierung als Stade de Reims, an dessen Spitze weiterhin René Humbert stand; Orange und Schwarz (tango et noir) wurden die neuen Vereinsfarben. Der Vereinsname, der vom griechischen „Stadion“ herrührt, war dem Vorschlag Olympique de Reims vorgezogen worden. Das erste Spiel unter dem neuen Namen war ein 7:2-Sieg gegen den FC Reims am 23. August 1931 im Parc Pommery.
Das erste Mannschaftsaufgebot rekrutierte sich hauptsächlich aus Spielern, die auch schon bei der SSPP aktiv waren, darunter „der erste große Torjäger in der Geschichte von Stade Reims“, Lucien Perpère. Außerdem verpflichtete Stade mit den britischen Spielern David Lee und Crookes, dazu dem Schweizer Schnebeli sowie dem Ungarn Markusz seine ersten ausländischen Profis, die allerdings in der Saison 1931/32 bei Punktspielen nicht aufgestellt werden durften, weil die Mannschaft weiterhin nur in der (Amateur-)Division d’Honneur antrat; mit David Harrison, zuvor unter anderem beim FC Sète erfolgreich, leistete Stade sich auch einen bezahlten Trainer. 1934 zogen die Fußballer aus dem Parc Pommery in das neu errichtete, städtische Stade Vélodrome Municipal um. Zwölf Monate später hatten sie unter ihrem neuen Trainer William Aitken nicht nur den Aufstieg in die professionelle zweite Division geschafft, sondern wurden nach einem 2:1-Endspielsieg gegen Girondins Guyenne Sport aus Bordeaux auch französischer Amateurmeister. In dieser Zeit stießen mit Torhüter André Tassin (ab 1935) und dem Außenläufer Louis Finot (ab 1937) erstmals zwei französische Ex-Nationalspieler zu Reims' Mannschaft dazu.
In der Saison 1937/38 kamen zwei Persönlichkeiten zu dem Verein, die für dessen zukünftigen sportlichen Aufstieg maßgeblich mitverantwortlich waren: Henri Germain wurde Mitglied der Finanzkommission des Vorstands und der 18-jährige Stürmer Albert Batteux wechselte vom Énergie Club Rémois zum großen Nachbarn. Der Klub fusionierte 1938 mit dem Sporting Club Rémois und übernahm dessen Vereinsfarben Rot und Weiß; bis heute werden Stades Spieler auch kurz als Rémois („Reimser“) oder Rouges et Blancs („Rot-Weiße“) bezeichnet. Ein Jahr später schloss Stade Reims die Zweitligasaison auf dem sechsten Rang ab, hatte es im Landespokal aber bis in die Runde der besten acht Mannschaften gebracht und dabei mit der AS Saint-Étienne ein Spitzenteam der ersten Division aus dem Rennen geworfen. Zudem wurde die zweite Elf erneut französischer Amateurmeister.
Mit dem Ausbruch des Zweiten Weltkriegs und der französischen Mobilmachung konnte der Spielbetrieb vom Landesverband FFFA nicht in der bisherigen Form aufrechterhalten werden, sondern wurde in drei regionalen Gruppen ausgespielt. Da etliche Vereine sich wegen Spielermangels sogar ganz aus dem Wettbewerb zurückziehen mussten, wurde Stade Reims der Nordgruppe der Division 1 zugeteilt. Darin spielte es auch nach dem deutschen Einmarsch (1940) eine gute Rolle, wurde 1942 sogar Gruppenerster und erreichte im selben Jahr auch das Pokalendspiel der besetzten Zone, in dem es aber gegen Red Star Olympique unterlag. In der Saison 1943/44 durften in Frankreichs Profibereich nur Équipes Fédérales („Bundesauswahlen“) mit vom Staat bezahlten Vertragsspielern antreten (Genaueres zu den Hintergründen siehe hier). Unter dem sportlichen Leiter Henri Germain wurden Stades Fußballer zusammen mit Kollegen aus Sedan-Torcy und Troyes der ÉF Reims-Champagne zugewiesen, die es im Pokal bis in das dann allerdings verlorene Landesfinale brachte. In der anschließenden letzten Kriegsspielzeit – diese Meisterschaften gelten heutzutage nur als inoffizielle Wettbewerbe – vertraten die Spieler in der erneut zweigeteilten höchsten Liga wieder die jeweiligen Vereinsfarben und Stade wurde im Norden Vierter.
Auf politische Verwicklungen der Vereinsführung mit der Besatzungsmacht oder dem kollaborierenden Vichy-Regime gibt die französische Literatur keine Hinweise. Der anscheinend einzige jüdische Reimser Spieler in dieser Zeit, der nach dem „Anschluss“ 1938 aus Wien geflüchtete Hakoahner Kurt Platzek, wurde 1939 – wie die meisten „feindlichen Ausländer“ – im nahe gelegenen Mourmelon-le-Grand interniert, 1940 entlassen und ließ sich anschließend im unbesetzten Landesteil nieder.

### Aufstieg in Frankreich und Europa (1945 bis 1956)
Ausgewählte Mannschaftsaufstellungen zwischen 1944 und 1979 siehe unter Die „großen“ Reimser Mannschaften.
Obwohl sportlich nicht dafür qualifiziert, fand Stade Reims 1945 „aufgrund seiner Gesamtleistungen während der Kriegsjahre“ Aufnahme in die nun wieder eingleisige Division 1. Der Neuling setzte sich von Beginn an an der Tabellenspitze fest, schloss die einzelnen Spielzeiten in den ersten zehn Jahren kein einziges Mal schlechter als auf Rang vier ab, wurde 1947 Vize- und erstmals 1949 Landesmeister. 1950 konnten die Rot-Weißen nach einem 2:0-Endspielsieg über Racing Paris auch die Landespokaltrophäe erringen. Stades zweite Mannschaft gewann zudem 1948 erneut den französischen Titel bei den Amateuren. Aus diesem „Unterbau“ der ersten Elf konnte der anfangs noch als Spielertrainer fungierende Henri Roessler bei Bedarf Spieler zur Ergänzung des kleinen Kaders von Berufsfußballern – 1945/46 hatte Stade lediglich 14 Profis unter Vertrag nehmen dürfen – heranziehen. Diese kamen bis 1946 nahezu ausnahmslos aus der Region, anschließend vereinzelt auch aus der Bretagne oder von südfranzösischen Klubs (siehe die Tabelle am Ende dieses Kapitels und die Karte weiter unten). Mit dem niederländischen Nationalspieler Bram Appel wurde 1949 ein Ausländer verpflichtet; dies blieb aber die große Ausnahme.
1950 verließ Roessler den Verein; der Leiter der Fußballabteilung, Henri Germain, und Präsident Victor Canard beförderten den gerade erst 31 Jahre alten Stürmer Albert Batteux zu dessen Nachfolger. In dieser Funktion sollte Batteux maßgeblich an der Weiterentwicklung des offensiven „Champagnerfußballs“ (jeu à la Champenoise) und an sämtlichen Erfolgen während der nächsten 13 Jahre beteiligt sein. 1953 und 1955 gewannen die Rémois ihren zweiten und dritten Titel als Meister der Division 1. In der folgenden Saison konzentrierte Stade Reims sich auf den erstmals ausgetragenen Europapokal der Landesmeister, in dem die Franzosen das Endspiel erreichten, und beendete die heimische Liga als Zehnter – von 1946 bis 1963 das einzige Jahr mit einer Platzierung unterhalb des vierten Ranges. 1954 gewann Reims zudem die Coupe Charles Drago, 1955 die erstmals ausgetragene Challenge des Champions, den französischen „Supercup“.
In den Jahren vor der Einführung eines europaweiten Wettbewerbs spielten die Landesmeister von Frankreich, Italien, Portugal, und Spanien jährlich die Coupe Latine aus. 1949 unterlag Stade Reims darin dem FC Barcelona mit 0:5 und dem AC Turin mit 3:5 deutlich. 1953 erreichte es nach einem 2:1-Sieg über den FC Valencia das Endspiel, in dem der AC Mailand mit seinem legendären „Gre-No-Li-Sturm“ 3:0 besiegt wurde. 1955 – in diesem Jahr wurde das Turnier in Paris ausgetragen – stand Reims erneut im Finale und verlor es gegen Real Madrid 0:2. Das vorangehende Halbfinale gegen AC Mailand war allerdings von besonderer Qualität und ging als „Marathon-Spiel“ in die Annalen ein; nach 90 Minuten stand es 1:1, nach 120 2:2. Es war bereits nach Mitternacht, die Métro fuhr nicht mehr, als ein Glovacki-Treffer die Entscheidung herbeiführte – aber den Chronisten zufolge hatte keiner der 36.688 Zuschauer den Prinzenpark verlassen. Die Sportzeitung L’Équipe konnte erst am übernächsten Tag mit der Schlagzeile „Ein Spiel von atemberaubender Intensität“ aufmachen; zudem erwachte mit dieser Begegnung „die Liebe des Pariser Publikums zu Stade de Reims“.
Knapp zwölf Monate später standen sich Reims und Madrid im selben Stadion erneut in einem europäischen Finale – diesmal um den Europapokal der Landesmeister – gegenüber; wiederum boten die Mannschaften „ein mitreißendes, dramatisches und absolut hochklassiges Spiel“, in dem Reims, trotz zwischenzeitlicher 2:0- beziehungsweise 3:2-Führung, den Madrilenen erneut unterlag (Endstand 3:4).
Wichtige Spieler bis einschließlich der Saison 1955/56
In der Literatur werden 26 oder 27 Spieler – Robert Lamartine passte ebenso gut zu Reims' späterer Erfolgsphase – zu den „frühen Vereinslegenden“ gerechnet, die bis 1955 zum Verein gekommen sind. Ihnen ist gemeinsam, dass sie außer dem Gewinn eines oder mehrerer nationaler Titel bis Mitte der 1950er Jahre …
- zu Stades 35 Rekordspielern beziehungsweise den 15 Rekordtorschützen aller Zeiten gehören,
- und/oder die Coupe Latine 1953 gewannen beziehungsweise im Europapokal-(EC1-)Endspiel 1956 standen,
- und/oder in ihrer Reimser Zeit Nationalspieler waren.

Henri Roessler, der wie sein Nachfolger Albert Batteux in den ersten Jahren noch als Spielertrainer wirkte, wird diesem Kreis zugerechnet, weil er für die ersten beiden Titel in Meisterschaft und Pokal verantwortlich war. Die einzige Ausnahme ist Jacques Favre, der als Stammtorhüter der Ligamannschaft (bis 1948) „nur“ 1944 im Pokalfinale stand sowie 1947 Vizemeister wurde. Der chilenische Nationalspieler Fernando Riera Bauzà (14 Erstligaeinsätze in der Saison 1950/51) fällt hingegen heraus.
| Name              | Vorheriger Verein    | Bei SdR seit | Kam im Alter von … Jahren | Position            | Jahre bei SdR | Rang Ein- sätze | Rang Tor- jäger | Weitere Leistungen und Erfolge                            |
| ----------------- | -------------------- | ------------ | ------------------------- | ------------------- | ------------- | --------------- | --------------- | --------------------------------------------------------- |
| Robert Jonquet    | SS Voltaire Paris    | 1942         | 17                        | Läufer              | 18            | 1.              |                 | Nationalelf; Coupe Latine; EC1-Finale                     |
| Albert Batteux    | Énergie Club Reims   | 1937         | 18                        | Stürmer             | 26            | 19.             |                 | Nationalelf; Trainer 1950–1963                            |
| Jacques Favre     | unbekannt            | 1939         | 18                        | Torwart             | 9             |                 |                 | 105 D1-Spiele                                             |
| Raoul Giraudo     | AS Aix               | 1950         | 18                        | Verteidiger         | 9             |                 |                 | 102 D1-Spiele; EC1-Finale                                 |
| Michel Leblond    | eigene Jugend        | 1949         | 18                        | Läufer              | 12            | 6.              |                 | Nationalelf; EC1-Finale                                   |
| Francis Méano     | AS Aix               | 1949         | 18                        | Stürmer             | 4             |                 | 12.             | Nationalelf; Coupe Latine; (A-Jugend- Europameister 1949) |
| Pierre Flamion    | ASC Mohon            | 1944         | 19                        | Stürmer             | 6             | 29.             | 9.              | Nationalelf                                               |
| Raymond Kopa      | SCO Angers           | 1951         | 19                        | Stürmer             | 13 (a)        | 2.              | 7.              | Nationalelf; Coupe Latine; EC1-Finale                     |
| André Petitfils   | OFC Charleville      | 1939         | 19                        | Läufer              | 12            | 20.             |                 |                                                           |
| Robert Siatka     | Olympique Alès       | 1953         | 19                        | Läufer/ Verteidiger | 11            | 8.              |                 | Nationalelf; EC1-Finale; Militär- Weltmeister 1957        |
| René Bliard       | eigene Jugend        | 1953         | 20                        | Stürmer             | 8             | 32.             | 6.              | Nationalelf; EC1-Finale                                   |
| Robert Lamartine  | unbekannt            | 1955         | 20                        | Stürmer             | 4             |                 |                 | EC1-Finale (1959)                                         |
| Roger Marche      | OFC Charleville      | 1944         | 20                        | Verteidiger         | 10            | 5.              |                 | Nationalelf; Coupe Latine                                 |
| Armand Penverne   | unbekannt            | 1947         | 20                        | Läufer              | 12            | 3.              |                 | Nationalelf; Coupe Latine                                 |
| Pierre Sinibaldi  | AS Troyes-Savinienne | 1944         | 20                        | Stürmer             | 9             | 15.             | 2.              | Nationalelf                                               |
| Raymond Cicci     | USB Longwy           | 1951         | 21                        | Läufer              | 6             | 21.             |                 | Nationalelf; Coupe Latine                                 |
| Michel Hidalgo    | Le Havre AC          | 1954         | 21                        | Stürmer             | 3             |                 |                 | EC1-Finale                                                |
| René-Jean Jacquet | Girondins Bordeaux   | 1954         | 21                        | Torwart             | 7             |                 |                 | EC1-Finale                                                |
| Jean Templin      | FC Villefranche      | 1950         | 21                        | Stürmer             | 6             | 26.             |                 | Coupe Latine; EC1-Finale                                  |
| Pierre Bini       | AS Clermont-Ferrand  | 1946         | 22                        | Stürmer             | 5             |                 | 12.             |                                                           |
| André Jacowski    | Arago Sport Orléans  | 1945         | 22                        | Verteidiger         | 8             | 14.             |                 | Nationalelf                                               |
| Simon Zimny       | US Nœux-les-Mines    | 1949         | 22                        | Verteidiger         | 9             | 11.             |                 | Nationalelf; Coupe Latine; EC1-Finale                     |
| Léon Glovacki     | AS Troyes-Savinienne | 1952         | 24                        | Stürmer             | 7 (a)         | 13.             | 9.              | Nationalelf; Coupe Latine; EC1-Finale                     |
| Paul Sinibaldi    | FC Toulouse          | 1948         | 26                        | Torwart             | 8             | 9.              |                 | Nationalelf; Coupe Latine                                 |
| Bram Appel        | Sittardse Boys       | 1949         | 27                        | Stürmer             | 5             | 27.             | 5.              | niederländischer Ex-Nationalspieler; Coupe Latine         |
| Jean Prouff       | Stade Rennes UC      | 1948         | 28                        | Stürmer             | 2             |                 |                 | Nationalelf                                               |
| Henri Roessler    | AS Troyes-Savinienne | 1943         | 32                        | Läufer              | 7             |                 |                 | Trainer 1945–1950                                         |

### Auf dem Zenit der Entwicklung (1956 bis 1963)

Vereinswappen bis 1992

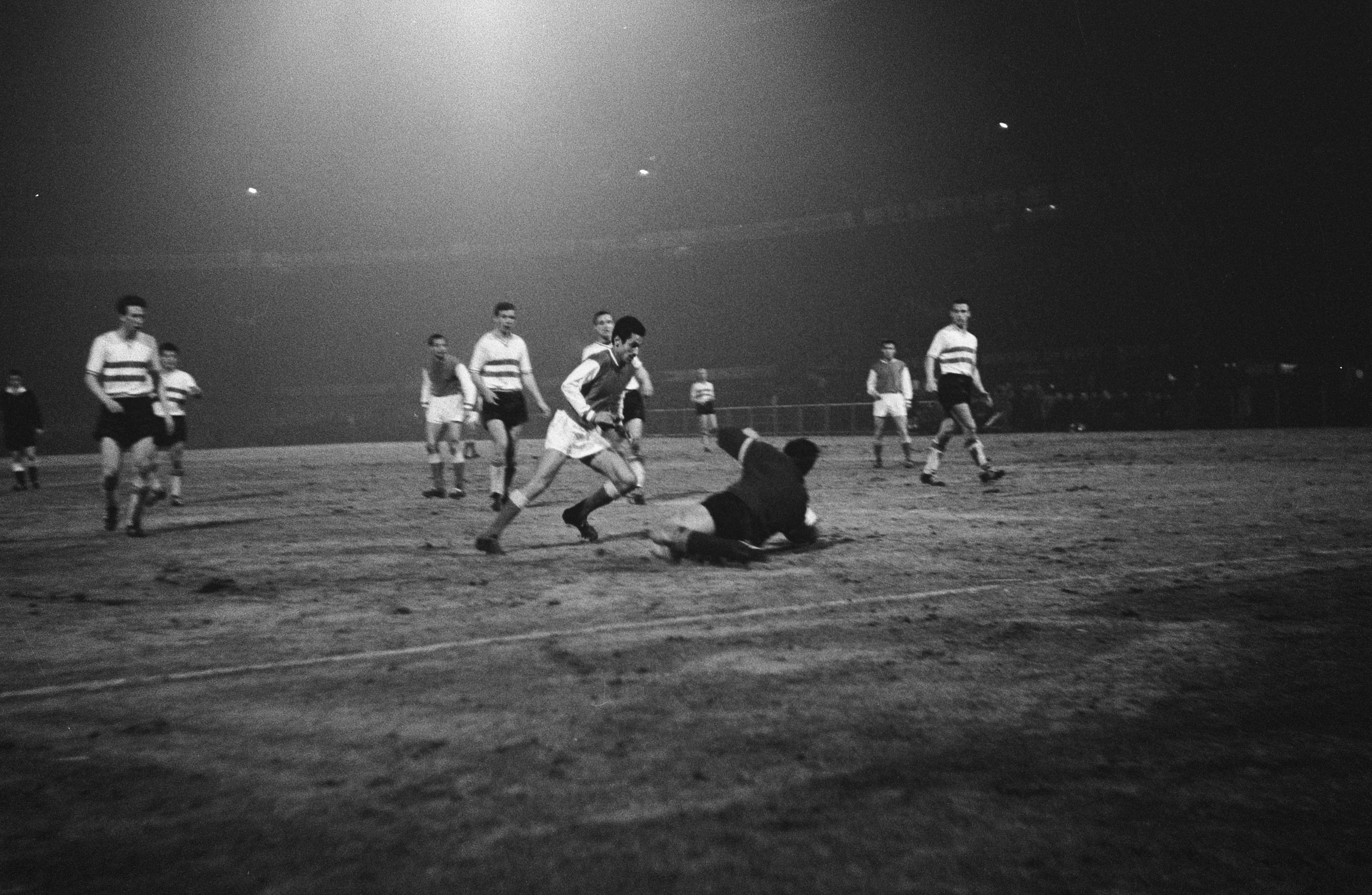
Szene aus dem Rückspiel Feijenoord gegen Reims (März 1963)

Am Anfang dieses Zeitabschnitts sorgte Stade Reims für negative Schlagzeilen, als es im Februar 1957 das Pokal-Sechzehntelfinale gegen den Sporting Club Union d’El Biar aus der algerischen Division d’Honneur 0:2 verlor – bis heute die meistzitierte Überraschung der über hundertjährigen Wettbewerbshistorie. Aber dies blieb eine Randnotiz in der Erfolgsgeschichte: 1958 wurde die Mannschaft erneut Meister, gewann zudem zum zweiten Mal die Coupe de France (im Endspiel 3:1 gegen Vizemeister Olympique Nîmes) und somit als fünfter Verein im französischen Profifußball den Doublé. 1959 erreichte Reims wiederum das Endspiel im Europapokal, 1960 folgte der fünfte – Batteux' Meinung nach von der besten Mannschaft unter seiner Ägide errungen (Spielerkader siehe hier) – und 1962 der sechste Meistertitel binnen 13 Jahren. Diesen letzten nationalen Erfolg erreichte Stade Reims in einem „Herzschlagfinale“ und nur äußerst knapp vor Racing Paris: Zuhause hatten die Rot-Weißen gegen die Hauptstadtelf mit 1:4 verloren, das Rückspiel am 34. Spieltag aber 6:2 gewonnen; in ihrer jeweils letzten Begegnung der Saison besiegte Reims den RC Strasbourg mit 5:1, Paris gewann in Monaco nur 2:1. Dadurch zogen beide Mannschaften noch an Olympique Nîmes (0:1 bei Stade Français) vorbei und schlossen die Spielzeit punktgleich an der Tabellenspitze ab, so dass das Torverhältnis (83:60 gegenüber 86:63 entsprechend 1,38 gegenüber 1,37) den Ausschlag gab. Hätte schon die in Frankreich 1964 eingeführte Tordifferenz gegolten, wäre Paris aufgrund der höheren Trefferzahl Meister geworden. Als ein Indiz für die anhaltend große Popularität der Rémois kann die Tatsache gelten, dass anschließend der bekannte Musette-Akkordeonist Aimable eine EP mit dem Marche de l’Équipe de Reims veröffentlichte, deren Cover ein Foto der Meistermannschaft zierte. Ein Jahr später schloss Stade die Saison als Vizemeister hinter der AS Monaco ab – und das Präsidium verkündete zur allgemeinen Überraschung, dass der Vertrag mit Erfolgstrainer Batteux nicht mehr verlängert werde, was offiziell mit einem defizitären Vereinshaushalt begründet wurde.
Stade Reims vertrat Frankreich bei drei der fünf Austragungen des Europapokals der Landesmeister in diesem Zeitabschnitt. Im Endspiel 1958/59 traf die Mannschaft wiederum auf Real Madrid, aber auch im Stuttgarter Neckarstadion ging die Trophäe nach einem 2:0-Sieg an die Spanier. 1960/61 schied Reims bereits im Achtelfinale gegen den FC Burnley aus und zwei Jahre später verabschiedeten sich die Franzosen im Viertelfinale gegen Feijenoord Rotterdam von der europäischen Bühne.
Wichtige Spielerzugänge von 1956 bis 1962
Die Angaben in den Rang-Spalten der folgenden Tabelle beziehen sich auf die hier dargestellte, vereinsinterne Reihenfolge aller Reimser Erstligaspieler.
| Name              | Vorheriger Verein   | Bei SdR seit | Kam im Alter von … Jahren | Position    | Jahre bei SdR | Rang Ein- sätze | Rang Tor- jäger | Weitere Leistungen und Erfolge                              |
| ----------------- | ------------------- | ------------ | ------------------------- | ----------- | ------------- | --------------- | --------------- | ----------------------------------------------------------- |
| Claude Dubaële    | eigene Jugend       | 1957         | 17                        | Läufer      | 7             |                 |                 |                                                             |
| Mohamed Maouche   | AS Saint-Eugène (b) | 1956         | 20                        | Läufer      | 2,5 (c)       |                 |                 | algerische „Unabhängigkeitself“                             |
| Paul Sauvage      | FC Limoges          | 1960         | 21                        | Stürmer     | 4             |                 |                 | Nationalelf                                                 |
| Bruno Rodzik      | AS Giraumont        | 1957         | 22                        | Verteidiger | 7             | 11.             |                 | Nationalelf; EC1-Finale 1959                                |
| Just Fontaine     | OGC Nizza           | 1956         | 23                        | Stürmer     | 6             | 33.             | 1.              | Nationalelf; EC1-Finale 1959                                |
| Marcel Moreau     | eigene Jugend       | 1960         | 23                        | Läufer      | 6             |                 |                 |                                                             |
| Lucien Muller     | FC Toulouse         | 1959         | 24                        | Läufer      | 3 (d)         |                 |                 | Nationalelf                                                 |
| Roger Piantoni    | FC Nancy            | 1957         | 25                        | Stürmer     | 7             | 23.             | 4.              | Nationalelf; EC1-Finale 1959                                |
| Jean Vincent      | OSC Lille           | 1956         | 25                        | Stürmer     | 8             | 7.              | 8.              | Nationalelf; EC1-Finale 1959; (A-Jugend-Europameister 1949) |
| Jean Wendling     | FC Toulouse         | 1959         | 25                        | Verteidiger | 6             | 24.             |                 | Nationalelf; (Militär-Weltmeister 1957)                     |
| Hassan Akesbi     | Olympique Nîmes     | 1961         | 26                        | Stürmer     | 3,5           |                 | 11.             | marokkanischer Nationalspieler                              |
| Dominique Colonna | OGC Nizza           | 1957         | 28                        | Torwart     | 6             | 18.             |                 | Nationalelf; EC1-Finale 1959                                |
| Raymond Kaelbel   | Le Havre AC         | 1962         | 30                        | Läufer      | 2             |                 |                 | (französischer Ex-Nationalspieler)                          |

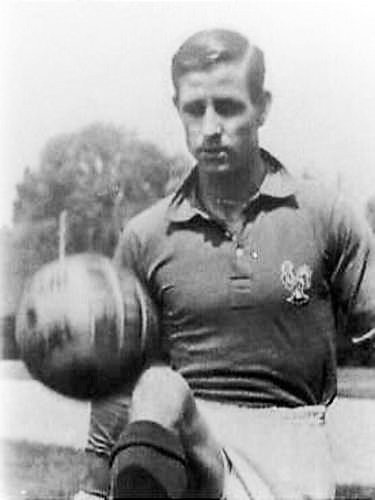
Raymond Kopa

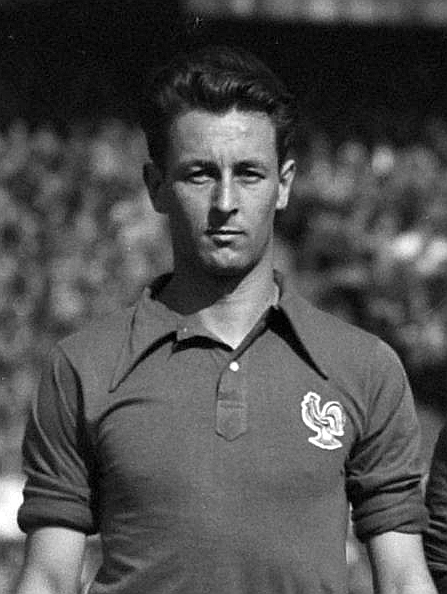
Robert Jonquet

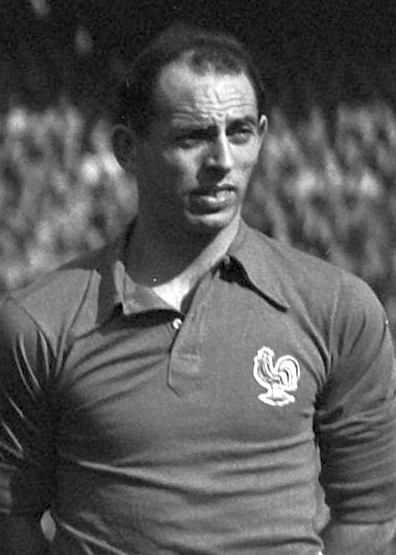
Roger Marche

Trotz einer Vielzahl illustrer Spielernamen in den Reihen von Stade Reims, insbesondere Raymond Kopas, gilt Mittelläufer Robert Jonquet („Monsieur Bob“) als Personifizierung der großen Zeit des Klubs. Bis auf den Meistertitel 1962 war er an sämtlichen Titeln der Profielf aktiv beteiligt, ist mit großem Abstand dessen Erstliga- und Rekordnationalspieler und stand auch als einziger in sämtlichen vier Pokalendspielen auf europäischer Ebene für die Rémois auf dem Platz. Von 1964 bis 1967 – dann abgelöst durch seinen ehemaligen Mitspieler Claude Prosdocimi – sowie 1980/81 kehrte er zudem als Trainer der Ligaelf in die Champagne zurück. In Reims wurde später eine Tribüne des neuen Stadions nach ihm benannt, und in dieser Stadt wohnte er in seinen letzten Jahren wieder.
Auch an andere Spielerpersönlichkeiten erinnern die französischen Medien bis in die Gegenwart regelmäßig, beispielsweise an Linksaußen Francis Méano und dessen tragischen frühen Tod, an den privat zurückhaltenden Außenläufer Armand Penverne, der „über zehn Jahre der wahre Chef auf dem Rasen“ war, oder an Verteidiger Robert Siatka, den sie in Charakterisierung seiner Ausdauer und seines Laufstils „das Pferd“ nannten. Gleichfalls immer wieder kolportiert wird die Geschichte Roger Marches, des „Ardenner Wildschweins“ (sanglier des Ardennes), der mit Genehmigung des Klubs zehn Jahre lang nur selten am Mannschaftstraining teilnahm und sich stattdessen mit Waldläufen in der Umgebung seines Heimatdorfs alleine in Form hielt.

### Der langsame Niedergang (1963 bis 1991)
Batteux-Nachfolger Camille Cottin, Anfang der 1940er schon einmal Trainer in Reims, konnte zwar weitgehend auf den Kader der Vorsaison zurückgreifen, im Lauf der Saison fehlten aber Kopa, Piantoni sowie die beiden Verteidiger Rodzik und Wendling teilweise längere Zeit. Noch vor Ende der Hinrunde wurde Cottin deshalb durch Jean Prouff ersetzt, der den Niedergang aber auch nicht abwenden konnte; im Sommer 1964 stand der Abstieg des vorjährigen Vizemeisters fest, verbunden mit einem erheblichen personellen Aderlass. Lediglich Kopa, Akesbi, Wendling und Moreau standen dem neuen Trainer Robert Jonquet für den Neuaufbau in Stades erster Zweitligasaison seit 1938/39 weiter zur Verfügung. 1966 gelang der neu formierten Elf der Wiederaufstieg, woraufhin Henri Germain das Präsidentenamt abgab, doch als Vorletzter folgte prompt der erneute Abstieg. Erst 1970 – und auch nur, weil der Verband die Division 1 aufstockte und anschließend die sportlich als Nachrücker qualifizierten AC Ajaccio und Olympique Avignon überging – gehörte Stade Reims wieder zu den Erstligisten, und Germain kehrte an die Klubspitze zurück. Der gute Ruf des Vereins war ungebrochen: in einem zeitgenössischen Zeitungsbericht wurde Stades Rückkehr in die erste Division als „Rückgabe des schönsten Ausstellungsstückes an das Museum des französischen Fußballs“ bezeichnet.

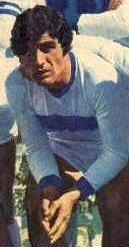
Delio Onnis

Der Verein baute um Spieler wie Jean-Claude D’Arménia, René Masclaux und Jean-François Jodar eine erstligataugliche Mannschaft auf, zu der während der nächsten Jahre Nationalspieler wie Marcel Aubour, Georges Lech und Jacques Vergnes stießen. Dazu kamen eine Reihe von Argentiniern, von denen insbesondere die Torjäger Delio Onnis (1971–1973), Carlos Bianchi (1973–1977) und José Santiago Santamaría (1974–1979) für Furore sorgten. In der Liga schloss Stade Reims bis 1978 regelmäßig im Tabellenmittelfeld ab – beste Platzierung war 1976 Rang fünf –, im Pokal stieß es zweimal (1972, 1974) bis ins Halbfinale und 1977 sogar bis ins Endspiel vor, das 1:2 gegen die AS Saint-Étienne verloren ging. Im selben Jahr gelang der Sieg im allerdings relativ unbedeutenden Alpenpokal. Offenkundig hatte der Klub in diesen Jahren aber über seine Verhältnisse gelebt und entging im Dezember 1978 nur knapp einem Konkurs: es standen Schulden in Höhe von 4 Mio. Francs entsprechend rund 1,7 Mio. DM zu Buche. Infolgedessen kündigte Stade zwei Trainern (Flamion und D’Arménia) und sieben Spielern; durch Gehaltskürzungen und Benefizaktionen anderer Vereine (FC Nantes, Paris Saint-Germain) sowie mehrerer Medienunternehmen (Motto: „Stade Reims darf nicht sterben!“) konnte zwar die Vereinsauflösung, aber nicht der Abstieg in die Division 2 am Saisonende verhindert werden.
Von 1979 bis 1991 blieb Stade Reims zweitklassig, verpasste 1983 erst in den Barrages gegen Olympique Nîmes den Wiederaufstieg, gewann 1991 sogar den Ligapokal – seinen bis heute letzten Titel – und wurde im selben Jahr aufgrund seiner defizitären Situation dennoch in die dritte Liga zwangsversetzt.

### Konkurs und Neubeginn (seit 1992)

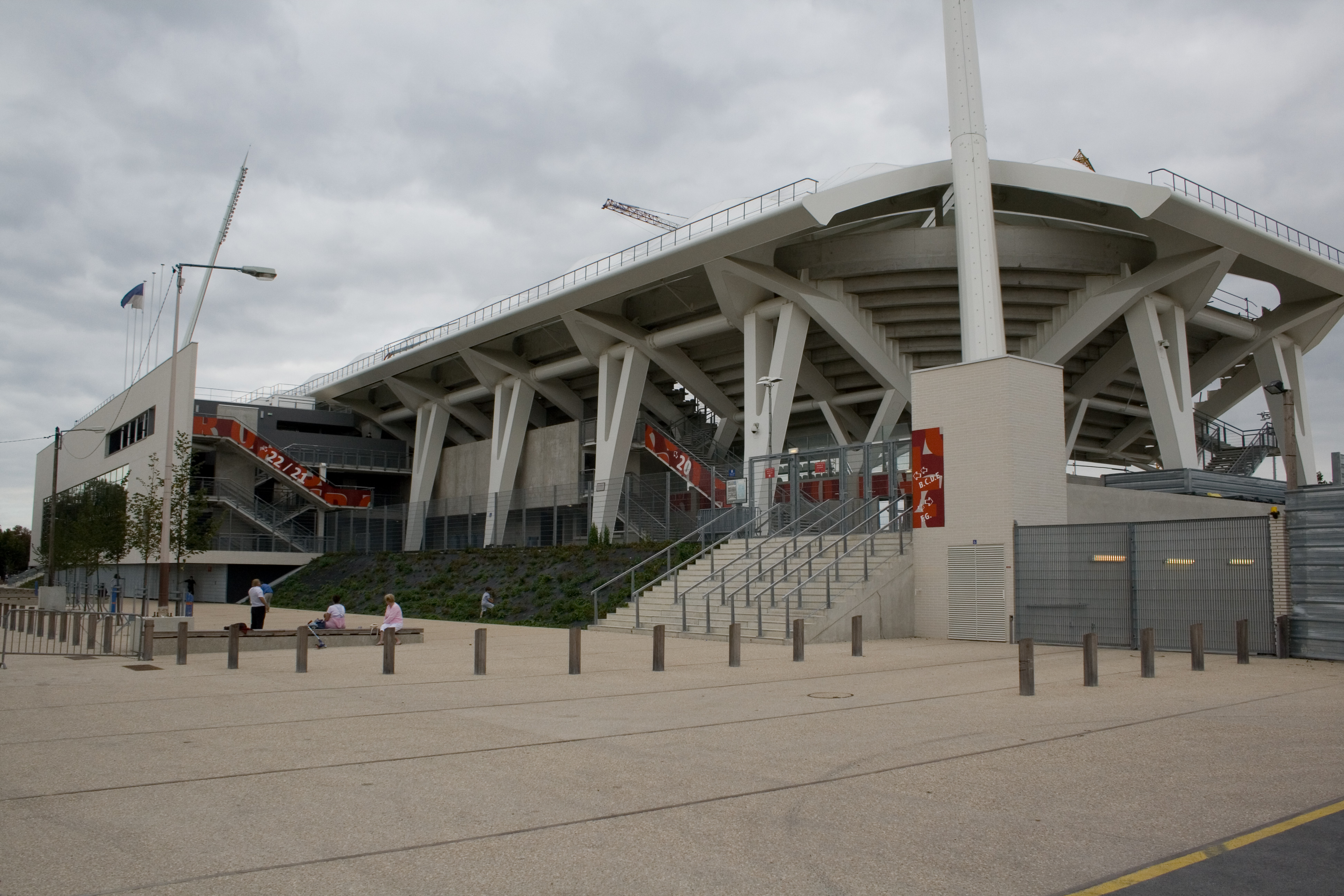
Das neue Stade Auguste-Delaune

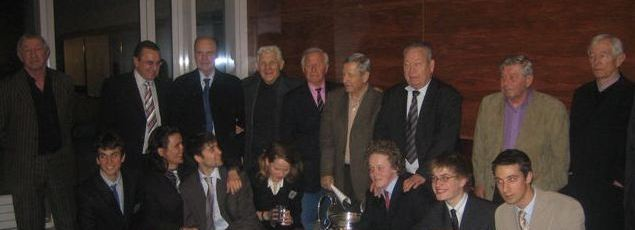
Ehemalige 2006 in Reims, darunter Muller, Colonna, Hidalgo, Kopa, Fontaine, Prosdocimi und Penverne (hintere Reihe, 3. bis 9. von links)

Im Oktober 1991 verfügte ein Gericht angesichts eines Schuldenstandes von mehr als 50 Mio. FF den Konkurs und die Auflösung des Vereins; 1992 erfolgte seine Neugründung als Stade de Reims Champagne; eingruppiert wurde die erste Mannschaft in der sechstklassigen Division d’Honneur, wo sie unter anderem auf den Lokalrivalen Entente Reims Sainte-Anne traf – und als der am Saisonende 1992/93 in die fünfte Liga aufstieg, war Stade drei Jahre lang sogar nur noch die Nummer 2 der Stadt. Die Weiterverwendung des nur geringfügig modifizierten Klubwappens mit der Champagnerflasche wurde aufgrund eines neuen Gesetzes (loi Évin gegen Nikotinsucht und Alkoholismus von 1991) untersagt. Im selben Jahr sah sich die Vereinsführung gezwungen, Stades 494 Einzelstücke umfassende Trophäensammlung für 700.000 FF an den Unternehmer Alain Afflelou zu verkaufen; dies rief Proteste im ganzen Land hervor, die 1997 zu einer Restitution der Sammlung an den Klub führten. Der sportliche Weg führte für Stade, das 1999 wieder seinen alten Namen annahm, binnen eines Jahrzehnts aus der sechsten Division in den bezahlten Fußball und die zweite Liga zurück. 1999 profitierte es dabei allerdings auch von einer Entscheidung des Landesverbandes, der der eigentlich qualifizierten GSI Pontivy den Aufstieg verweigerte. 2000/01 erregte Stade Reims erstmals wieder frankreichweites Aufsehen, als der seinerzeitige Drittligist im Landespokal bis in die Runde der besten acht Teams vorstieß und auf dem Weg dorthin drei höherklassige Mannschaften ausschaltete.

Vereinswappen von 1999 bis 2020

Seit 2002 besitzt der Verein wieder Profistatus, den er auch 2003/04 sowie 2009/10 beibehielt, als seine Ligamannschaft für jeweils ein Jahr nur in der dritthöchsten Spielklasse antrat. Der 2008 abgeschlossene Neubau des Stade Auguste-Delaune bietet Platz für höhere Ambitionen, die die Mannschaft – noch immer in den traditionsreichen roten Trikots mit weißen Ärmeln antretend – erst ab 2012 wieder zu erfüllen vermochte. Immerhin zog sie im Dezember 2008 (Zweitliga-Punktspiel gegen Racing Lens als offizielle Stadioneinweihung) und im März 2011 (Pokalviertelfinale gegen OGC Nizza) aber schon zweimal fast 20.000 Zuschauer an, und auch zum für den Saisonverlauf 2010/11 nicht einmal sonderlich bedeutsamen Lokalderby gegen CS Sedan kamen über 17.000. Im Mai 2012 bezahlten 20.321 Besucher Eintritt anlässlich des Punktspiels gegen die AS Monaco, und auch für das letzte Saisonspiel gegen Lens mit anschließender Aufstiegsfeier mussten die Kassenhäuschen nicht mehr geöffnet werden. Stades Rückkehr in die erste Liga führte in den Medien zu einer nahezu flächendeckenden Würdigung der Verdienste des Vereins; France Football beispielsweise veröffentlichte noch vor dem letzten Saisonspieltag einen vierseitigen Artikel mit der Überschrift „Es gibt mythische Klubs und andere, die das nicht sind“. Die ersten beiden Erstligasaisons nach 33 Jahren schlossen die Rot-Weißen im Tabellenmittelfeld (Ränge 14 beziehungsweise 11) ab. 2016 folgte der Abstieg in die Ligue 2, aus der Reims 2018 wieder in die höchste Spielklasse zurückkehrte. Und zu Beginn der Saison 2020/21 kehrten die Rot-Weißen sogar auf die europäische Bühne zurück, scheiterten in der UEFA Europa League nach einem Sieg gegen Servette Genf aber bereits in der 3. Qualifikationsrunde am ungarischen Fehérvár FC. Zugleich gab sich der Verein zu diesem Anlass ein neues Logo.
Der Mai 2025 allerdings war ein „schwarzer Monat“ für den Klub. Zwar standen die Reimser Männer zum ersten Mal seit 48 Jahren wieder im Finale der Coupe de France, das sie dann freilich deutlich verloren. Aber nur eine Woche später unterlagen sie in der Relegation dem Zweitligisten FC Metz und stiegen ebenso aus der höchsten Spielklasse ab wie Anfang des Monats die Frauen des Vereins, nachdem diese am letzten Spieltag noch von Racing Strasbourg überholt worden waren.
Unabhängig von den Höhen und Tiefen der Reimser Klubgeschichte besteht eine besondere Beziehung zwischen den Vereinsvorständen von Stade und Real Madrid, seit die beiden Vereine in drei europäischen Pokalendspielen aufeinander trafen. Diese äußert sich insbesondere darin, dass es, erstmals schon Mitte der 1950er, regelmäßig zu Freundschaftsspielen zwischen den beiden Ligamannschaften kam. Diese Tradition wird, wenn auch nicht mehr jedes Jahr, bis in die Gegenwart aufrechterhalten. Zuletzt fand ein solches Spiel anlässlich des 60-jährigen Jubiläums des 1956er-Finales statt, im Beisein unter anderem von Raymond Kopa, Michel Hidalgo, Lucien Muller, Francisco Gento und Emilio Butragueño. Dabei unterlag der französische Zweitligist dem amtierenden Champions-League-Sieger, der nahezu sämtliche Stammspieler aufgeboten hatte, mit 3:5. Beteiligt an diesem engen Kontakt ist auch die sehr aktive Vereinigung der Ehemaligen (Les anciens du Stade de Reims), die jährlich gut besuchte Treffen früherer Spieler organisiert und Benefizspiele austrägt.

## Stade Reims heute

### Vereinsstruktur
Der Gesamtverein unterhält ausschließlich eine Fußballsparte und ist, wie in Frankreich üblich, nach Vereinsrecht (Association loi 1901 à statut renforcé) organisiert. In diesen ist eine für den Profibereich zuständige Kapitalgesellschaft integriert – bei Stade Reims wurde dafür die Form einer Société Anonyme Sportive Professionnelle (SASP) gewählt, die in Frankreich am häufigsten angewandte von mehreren Möglichkeiten –, die nur von den Anteilsinhabern, aber nicht von den Vereinsmitgliedern kontrolliert wird. Dabei tritt der „Mutterverein“ durch zeitlich beschränkte, vertragliche Vereinbarung das Nutzungsrecht seiner Verbandsangehörigkeit (numéro d’affiliation) an die Gesellschaft ab, der er als Aktionär auch angehört. Die SASP, vertreten durch den hauptberuflichen Vorstand, ist Arbeitgeber der Spieler, des Trainer- und Betreuerstabes sowie der anderen Angestellten, etwa in der Geschäftsstelle und im Nachwuchs-Ausbildungszentrum, und relativ frei in ihren internen Angelegenheiten (Geschäftsführung, Anteilsveräußerung usw.). Diese Konstruktion dient dazu, dass – ähnlich wie in Deutschland – steuerliche Vorteile für den Verein auch unter den gewerblichen Bedingungen des professionellen Sports erhalten bleiben.
Die Bilanz des Vereins für die Saison 2008/09, an deren Ende Stade in die dritte Liga abstieg, wies bei Gesamteinnahmen vor Steuern in Höhe von 11,9 Mio. € – woran Fernsehrechte und Zahlungen eigener bzw. der Ligasponsoren 62 % Anteil haben, Zuschauereinnahmen hingegen lediglich 15 % – ein Minus von 34.000 € aus, allerdings auch 2,3 Mio. € Schulden.
Als Präsident (Président-directeur général, kurz PDG) steht seit 2004 der Transportunternehmer Jean-Pierre Caillot an der Spitze der SASP, dessen Firma neben dem Logistikunternehmen Geodis Calberson und dem Aufzugbauer Shanghai Sanei auch einer der Hauptsponsoren des Vereins ist, Vorsitzender des Gesamtvereins ist Didier Perrin. Die Ligamannschaft wurde ab 2017 von David Guion trainiert, der zuvor fünf Jahre Jugendtrainer bei Reims war und mehrere Spieler aus dem eigenen Nachwuchs in die erste Elf geführt hat – mit dem Ergebnis, dass die Rémois 2017/18 zwölf Spieltage vor Saisonende die Tabelle der Ligue 2 mit 14 Punkten Vorsprung anführten und in die Ligue 1 zurückkehrten. Aufgrund seines sechsten Platzes im Abschlussklassement der Ligue 1 2019/20 hat Stade zum ersten Mal seit 58 Jahren wieder die Teilnahme an einem europäischen Wettbewerb, den Qualifikationsrunden der UEFA Europa League 2020/21, erreicht. Dabei kam den Rémois die „Mithilfe“ des Paris Saint-Germain FC zugute, der das Triple aus Meisterschaft, Landes- und Ligapokal gewann und so verhinderte, dass ein schlechter platzierter französischer Erstligist dieses Ticket löste. 2025 erreichte der Verein nach 48 Jahren wieder ein Endspiel um die Coupe de France, für das sich auch PSG qualifiziert hatte.
Die zweite (oder Reserve-) Mannschaft spielte auch 2019/20 in der vierten Liga (National 2), die A-Jugend-(U19-)Elf war 2012 wieder in die in vier Staffeln ausgetragene höchste Spielklasse aufgestiegen, hat 2014 das Endspiel um die Coupe Gambardella erreicht und 2015 den Landesmeistertitel gewonnen.
Im Juli 2014 hat der Verein sein neues Trainings- und Ausbildungszentrum, den „Mittelpunkt des Vereinslebens“ in Bétheny, in Betrieb genommen, in dem sich auch die Geschäftsstelle befindet und das inzwischen offiziell nach Raymond Kopa benannt ist. Der Parc Pommery, der bis dahin noch als Trainingsgelände und für Spiele unterer Mannschaften genutzt worden war, ist damit endgültig Geschichte.
Anfang 2020 ist Stade eine zunächst für drei Jahre vereinbarte Partnerschaft mit dem Klub La Gauloise aus der Stadt Basse-Terre auf Guadeloupe eingegangen, die insbesondere die Ausbildung von Kindern und Jugendlichen zum Gegenstand hat. Im selben Jahr hat der Verein sich auch ein neues Klubwappen gegeben.

### Fangruppierungen

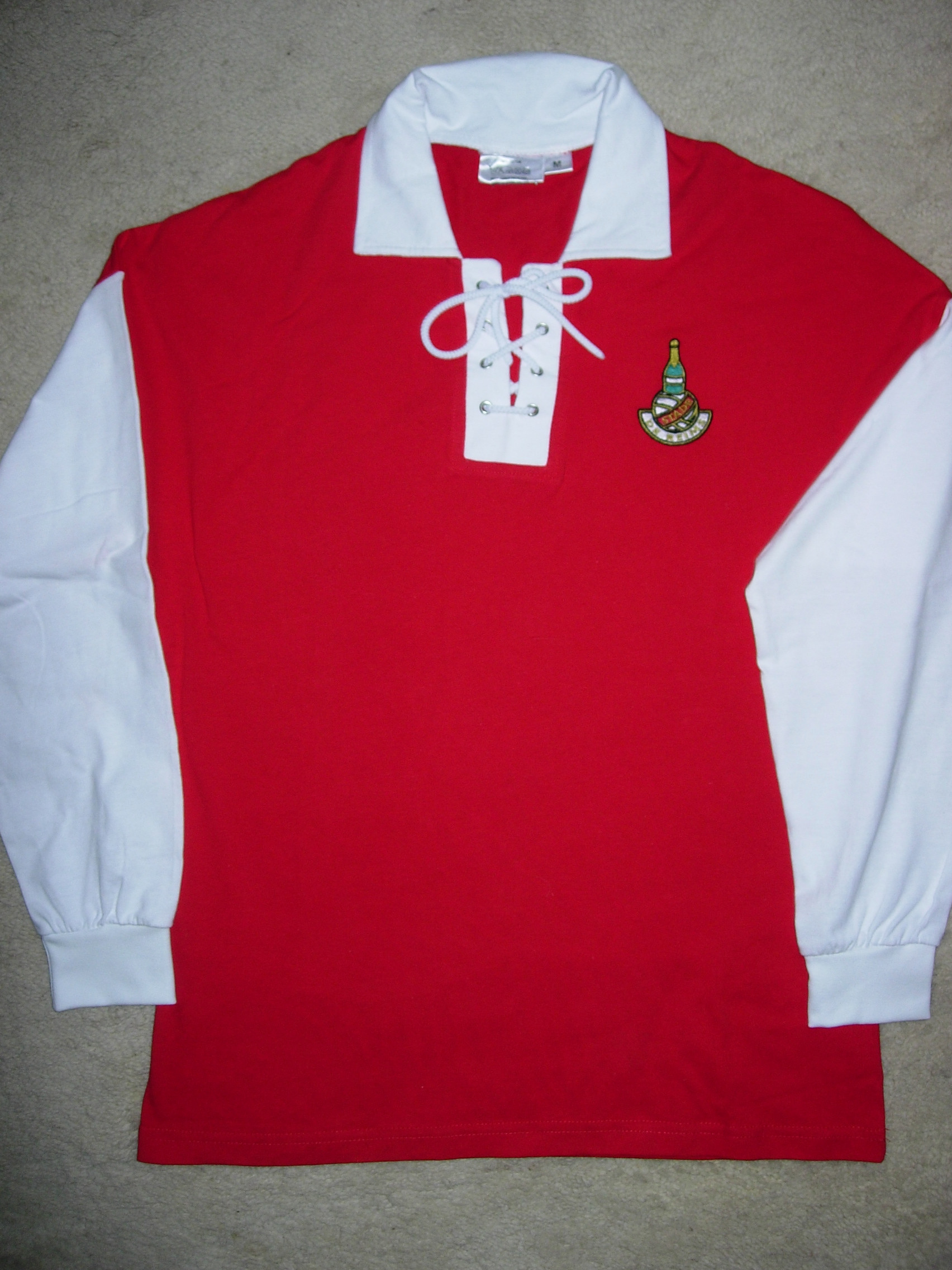
Generationen von Spielern trugen das Rouge et Blanc du Grand Reims

Bereits im Juli 1935 gründete eine Gruppe von Anhängern den Fanclub Allez Reims !, der ursprünglich alle Sportvereine der Stadt unterstützte. Er entwickelte sich allerdings schnell zu einem reinen Stade-Fanclub – ab Anfang 1937 nannte er sich offiziell Groupement des supporters du Stade de Reims –, organisierte ab 1935 gemeinsame Auswärtsfahrten, beschaffte preisreduzierte Eintrittskarten für seine Mitglieder, stellte Verhaltensmaßregeln für Stadionbesucher auf, gab jährlich einen Spielterminplan heraus und unterstützte regelmäßig die Jugendarbeit des Vereins, schon 1937 beispielsweise mit einem Betrag in Höhe von 1.310 Francs. Zu diesem Zeitpunkt hatte er 327 Mitglieder. Nach dem Zweiten Weltkrieg wuchs Allez Reims ! stark an, und im ganzen Land entstanden auswärtige Sektionen, selbst im seinerzeit noch französischen Nordafrika (zum Beispiel 1948 die Sektion Algier). Seit 1950 gab er bei Heimspielen eine Mitgliederzeitung heraus, die in ihren besten Zeiten eine Auflage von 50.000 Exemplaren hatte. Er organisierte Bälle und andere gesellschaftliche Veranstaltungen, betreute auch die Anhänger von Gastmannschaften, bestritt Fußballspiele gegen andere Fanclubs – regelmäßig etwa gegen den Supporters Club Lensois – und vertrieb Fanartikel. In den 1960ern nahm seine Mitgliederzahl stark ab, überschritt ab 1970 aber wieder die 2.000er-Marke; 1968 stammte ein Drittel der Mitglieder aus der Agglomeration Paris. Mitte der 1980er organisierte Allez Reims ! einen erfolgreichen Protest gegen die Absicht des Sponsors RTL, Stades traditionelles rot-weißes Trikot grundlegend umzugestalten.
Gegenwärtig gibt es außerdem drei Gruppen von überwiegend jüngeren Anhängern des Erstligisten, deren älteste die 1995 gegründeten Ultrem (Ultras Rémois) sind, die im Stade Auguste-Delaune auf der Tribune Robert Jonquet stehen und sich der Ultrà-Bewegung zurechnen. Auf der Tribune Albert Batteux versammeln sich die Mitglieder des KOP Mythique Rémois und des Reims Clan 1931. Bis in das 21. Jahrhundert hat sich eine gewisse Abneigung insbesondere gegenüber den Fans aus Sedan erhalten, die auf der Konkurrenz um die sportliche Vorherrschaft in der Region beruht und aufgrund des Derbycharakters der Spiele zwischen den beiden Mannschaften von diesen auch erwidert wird.

## Ursachen der 20-jährigen Dominanz
Die Frage, wie es ab Mitte der 1940er Jahre zu Reims' Aufstieg und der bis dahin in Frankreich unbekannten langjährigen sportlichen Vorherrschaft eines Vereins kommen konnte, wurde wiederholt aufgegriffen. Dabei waren die Ausgangsbedingungen für diese „Heldengeschichte“ (L’Épopée du Grand Reims) keineswegs optimal (unmittelbar vorangehende Besatzungszeit, „Provinzklub“ mit relativ geringem Zuschauerzuspruch).
Es gab zudem auch starke Konkurrenten, die diese Rolle aber immer nur für einen vergleichsweise kurzen Zeitabschnitt aufrechtzuerhalten vermochten: OSC Lille in den ersten fünf Nachkriegsjahren, OGC Nizza bis zur Mitte der 1950er, Racing Paris und Olympique Nîmes in der zweiten Hälfte dieses Jahrzehnts sowie AS Monaco ab 1960.

### Personelle Kontinuität
Eine vollständige Übersicht aller Trainer und Präsidenten siehe hier.

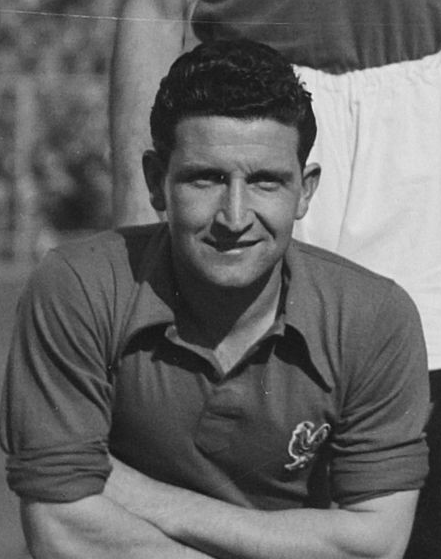
Albert Batteux (1949)

Für die Chronisten Perpère, Sinet und Tanguy beruhte „das Geheimnis des außergewöhnlichen Erfolgs […] auf einer sehr klaren, zielorientierten Vereinspolitik“ und der langjährigen personellen Kontinuität an den wesentlichen Schaltstellen, die L’Équipe auf die Überschrift „Germain – Batteux – Kopa“ reduziert. Trainer Batteux hielt zwar am WM-System fest, entwickelte es seit 1950 jedoch zu einer Spielweise weiter, die gekennzeichnet war durch eine stets offensive Ausrichtung, präzises Kurzpassspiel (petit jeu), Tempowechsel, permanente Beweglichkeit aller Mannschaftsteile sowie als Basisvoraussetzung eine hoch entwickelte Fitness und Balltechnik der Spieler, die dennoch ihre individuellen Stärken einbringen konnten und sollten. Typisch hierfür ist Batteux' Forderung an Raymond Kopa „Wenn du nicht mehr dribbelst, setze ich dich auf die Bank. Deine Dribblings sind eine fürchterliche Waffe – sie sind dein wichtigster Trumpf und damit auch der der Mannschaft, der du dadurch Freiräume eröffnest“. Außerdem führte er Trainingslager zur Saisonvorbereitung ein. Was im frühen 21. Jahrhundert wie eine Selbstverständlichkeit jedes Übungsleiters klingt, war in einer Zeit, in der die englische Spielweise mit soliden Abwehrrecken und offensivem Kick and Rush noch immer als Inbegriff des Fußballs galt, ein absolutes Novum. David Goldblatt nennt Batteux darum „de[n] führende[n] junge[n] Trainer dieses Jahrzehnts“. Batteux selbst hat seine Strategie in wenigen Worten zusammengefasst:

„Unser Stil darf weder auf Glück noch auf Zufälle vertrauen. Wir wollen das Spiel des Kontrahenten nicht einfach zerstören, sondern [bei dessen Verhinderung] bereits unser hauptsächliches Ziel im Auge haben: das gegnerische Tor, zu dem viele Wege führen. […] Ballbeherrschung heißt Spielbeherrschung.“

Die Wertschätzung für Albert Batteux hat sich in Frankreich bis in die Gegenwart erhalten; im Jahr 2000 wurde er von den Lesern der L’Équipe zum zweitbesten französischen Trainer des Jahrhunderts – hinter dem Weltmeistertrainer von 1998, Aimé Jacquet – gewählt. Und die Redaktion von France Football hat ihn Mitte 2013 einmütig zum besten Vereinstrainer, der seit 1932 in der höchsten französischen Liga tätig war, erklärt.
In den frühen 1950ern war der Reimser Stil von Journalisten wiederholt als uneffizient kritisiert worden; so schrieb Gabriel Hanot von einem „Klein-Klein-Spiel wie die Österreicher“, das „zu nichts führ[e]“. Als die Nachhaltigkeit dieser erfolgreichen Spielweise evident geworden war, mokierten sich gegnerische Präsidenten und Trainer stattdessen darüber, dass Stade sich seine Mannschaften „zusammengekauft“ habe; dabei übersahen sie, dass Batteux in Verein und Nationalelf selbst einen Vincent oder Fontaine weiterentwickelt und „dem französischen Fußball 50 oder 60 Profis geschenkt“ hat. Dass dies gelang, lag auch in Henri Germains Geschick, trotz permanent knapper Ressourcen mit den Angeboten konkurrierender Klubs mithalten zu können, und in der langzeitigen Verpflichtung der meisten Stammspieler begründet. Deren mittlere Verweildauer bei Stade Reims betrug in der frühen Erfolgsphase achtdreiviertel, in der späteren noch fünfeinviertel Jahre (siehe die obigen Tabellen für beide Zeitabschnitte).

### Erfolgreiche Rekrutierung junger Talente
Details und Statistiken zu den bekanntesten Spielern siehe auch unter Spielerstatistiken.
In der Frühphase des Aufstiegs hat Stade Reims besonders viele junge Spieler – mehr als die Hälfte von ihnen war noch nicht volljährig (siehe obige Tabelle) – verpflichtet; dazu verfügte der Verein mit Pierre Perchat seit 1945, lange bevor dies in Frankreich üblich wurde, über einen eigenen Talentspäher. Perchat wurde insbesondere in den nördlich bzw. östlich angrenzenden Regionen fündig, und häufig bei Amateurvereinen statt bei Ligakonkurrenten. Darunter waren etliche Söhne oder Enkel von Immigranten in die französischen Bergbaugebiete, hauptsächlich Polen (Jacowski, Zimny, Templin, Kopa[szewski], Glovacki, Siatka, etwas später noch Rodzik – wie bereits im Zweiten Weltkrieg Kowalczyk, Ruminski und Stachowiak), aber auch Italiener (Prosdocimi, Cicci, dazu 1957 Piantoni) und Spanier (Abenoza, Hidalgo). Bei diesen war der Wille, über den sportlichen Erfolg den gesellschaftlichen Aufstieg zu erreichen, besonders stark ausgeprägt; Raymond Kopa beispielsweise hat das für sich mit den Worten „Wäre ich ohne meine polnischen Wurzeln […] und in einer etwas wohlhabenderen Familie aufgewachsen, hätte ich nicht den unwiderstehlichen Drang verspürt, aus meinem Milieu auszubrechen, hätte es den Kopa […] von Stade Reims, Real Madrid und der französischen Nationalelf wahrscheinlich nicht gegeben“ erklärt.
Den beiden Trainern dieser Epoche gelang es, viele von ihnen in die Ligamannschaft einzubauen. Außerdem konnten sie bei Bedarf auf Spieler aus der starken Amateurmannschaft zurückgreifen. Insbesondere Albert Batteux kümmerte sich um alle Aktiven intensiv, sportlich wie bei privaten Problemen; der 19-jährige Kopa beispielsweise wohnte die ersten Wochen nach seiner Ankunft bei der Familie Batteux. Der Trainer vermittelte ihnen in unzähligen Einzelgesprächen seine Ideen, weswegen er häufig als „Prediger“ (prédicateur) bezeichnet wurde, von den Spielern allerdings meist liebevoll Bébert genannt und auch Jahrzehnte später hoch geachtet.
Ab 1956 holte der Verein im Vergleich zu den vorangehenden Jahren eher „gestandene Profis“ von Erstligakonkurrenten, darunter mit Fontaine, Akesbi und Abdallah Azhar auch mehrere, die im nordafrikanischen Kolonialgebiet Frankreichs geboren wurden. Aber auch diese empfanden sich zusammen mit den „Alten“ schon bald als „Bande von Freunden“ (Roger Piantoni) beziehungsweise „verschworene Kameradschaft“ (Just Fontaine). Die Mannschaft konnte sich auch nach Mitte der 1950er Jahre harmonisch weiterentwickeln, weil es nicht zu starken personellen Umbrüchen kam. Vielmehr verließen langjährige Spieler den Klub nur sukzessive: Cicci und Hidalgo 1957, Zimny 1958, Giraudo, Lamartine und Penverne 1959, Jonquet 1960, Bliard, Jacquet und Leblond 1961, Siatka sogar erst 1964. Dazu kehrten mit Kopa (1959 aus Madrid) und Glovacki (1960 aus Saint-Étienne) noch zwei der frühen Reimser in die Champagne zurück.
In den Erstligajahren während der 1970er setzte der ins Präsidentenamt zurückgekehrte Henri Germain insbesondere auf Fußballer aus Argentinien, wobei ihm seine geschäftlichen Beziehungen nach Südamerika zugutekamen.
Später ging mit Robert Pires noch einmal ein Nationalspieler aus der Jugend von Stade Reims hervor, der für die Drittligamannschaft in der Saison vor dem Vereinskonkurs (1991/92) noch einige Punktspiele bestritt und dann zum FC Metz wechselte.

### Soziale Absicherung der Spieler
Ungeachtet der Erfolge des Klubs und der vergleichsweise gut dotierten Verträge konnten auch bei Stade nur die wenigsten Spieler mit dem Sport ein Vermögen verdienen. Das monatliche Einkommen (Fixum plus Prämien) Armand Penvernes beispielsweise, immerhin Nationalspieler, belief sich 1949 auf 67.000 Francs (entsprechend 870 DM), stieg bis 1956 auf 173.000 und 1958, infolge des besonders erfolgreichen Saisonverlaufs, auf 272.000 Francs (≈2.700 DM); das entsprach etwa dem Siebenfachen des Durchschnittsverdienstes eines Industriearbeiters. Trotz dieser Entwicklung nannte Hans Blickensdörfer den französischen Profi in den frühen 1960ern „ein[en] arme[n] Vetter des deutschen Lizenzspielers“. Auch der Abschluss individueller Werbeverträge beschränkte sich auf sehr wenige Aktive wie Raymond Kopa. Deshalb legte namentlich Präsident Germain großen Wert darauf, dass die Fußballer sich schon während ihrer aktiven Karriere oder unmittelbar nach deren Beendigung ein „zweites Standbein“ für die Zeit danach aufbauten, und unterstützte sie dabei tatkräftig. Dabei kam den Rémois auch ihr persönlicher Bekanntheitsgrad und ihre Popularität zugute, aber Henri Germains Rolle aufgrund seiner Beziehungen zu Unternehmen und regionalen Verwaltungsinstanzen ist nicht zu unterschätzen. Zwar hatte dies für den Verein den positiven Nebeneffekt einer engeren Bindung seiner Angestellten, geschah aber dennoch nicht aus reinem Egoismus, weil die Klubs in dieser Hinsicht ohnehin am längeren Hebel saßen. Denn bis Ende der 1960er Jahre bedeutete die Vertragsunterschrift eines Jungprofis, dass er vor seinem 35. Geburtstag den Verein nicht ohne dessen Zustimmung verlassen konnte.
Die meisten Spieler aus Stades „großer Zeit“ nahmen nicht mehr die in Frankreich jahrzehntelang übliche Tätigkeit als Betreiber eines Bar-Tabac auf – von deren Häufigkeit her mit der in Deutschland verbreiteten Übernahme einer Tank- oder einer Lotto-Toto-Annahmestelle vergleichbar –, sondern engagierten sich bevorzugt in anderen Wirtschaftsbereichen. Dazu zählten insbesondere die wachsenden Sportartikel- und Freizeitbranchen. Eine 1969 erfolgte Untersuchung der beruflichen Tätigkeiten von 28 ehemaligen Reimser Stammspielern ergab, dass neun von ihnen am Ende beziehungsweise nach ihrer Karriere ihren Lebensunterhalt als Unternehmer oder leitende Angestellte in der Sportartikelbranche verdienten, sechs als Inhaber eines oder mehrerer Einzelhandelsgeschäfte (Nahrungs-/Genussmittel, Fahrzeuge, Haushaltsgeräte). Je fünf arbeiteten als professionelle Fußballtrainer oder waren, selbständig oder in leitender Funktion, im Dienstleistungssektor – darunter zwei als Immobilienmakler – tätig. Außerdem wurden drei ehemalige Spieler Hoteliers, zwei Lehrer und lediglich noch einer Gastronom (Templin als „klassischer“ cafétier). Daneben hatten mehrere von ihnen, teilweise schon zu ihrer aktiven Zeit, Haus- und Grundbesitz erworben.
Umso mehr mag die Tatsache überraschen, dass gerade Spieler dieses Vereins zu den frühen Aktivisten der 1961 gegründeten französischen Profifußballergewerkschaft gehörten; Fontaine und Hidalgo (bis 1969) waren sogar deren erste Präsidenten.

### Internationale Qualität: Rot-Weiße bei den „Blauen“
Details und Statistiken zu den Reimser Nationalspielern siehe unter Alle A-Nationalspieler für Frankreich.
Der erste Spieler, der während seiner Zeit bei Stade in die Nationalmannschaft (häufig als les Bleus, also die Blauen bezeichnet) berufen wurde, war Jules Vandooren. Als er 1941 nach Reims kam, war er allerdings bereits Stammspieler der Équipe tricolore, und 1943 hatte er seine aktive Karriere beendet. Ab 1946 kamen mit Pierre Sinibaldi und Marche die ersten „Neu-Reimser“ zu A-Länderspielen, 1948 folgten Jonquet, Flamion, Batteux und Prouff, 1949/50, nach dem ersten Meistertitel, Méano und Paul Sinibaldi. Um den Jahreswechsel 1948/49 spielten gegen Belgien und die Niederlande bereits jeweils fünf Reimser in Frankreichs Elf. Diese Zahl wurde zwar erst 1952 wieder erreicht, aber es gab schon von November 1947 bis Mitte 1963 – mit zwei Ausnahmen 1953 und 1958 gegen sogenannte „leichte Gegner“ – keine einzige internationale Begegnung ohne einen Fußballer von Stade mehr. In den insgesamt 111 offiziellen Länderspielen der Saisons 1947/48 bis 1962/63 kamen bei 75 Partien jeweils mindestens drei Rémois zum Einsatz, davon 21 Mal sogar fünf, vier Mal sechs und zwei Mal (1959/60) sieben. Sieben Spieler des gleichen Vereins im blauen Nationaldress gab es erst 1991 – dann von Olympique Marseille – wieder.
Dazu kam, dass Stades Vereinstrainer Albert Batteux ab März 1955 gleichzeitig als Trainer der A-Nationalmannschaft fungierte und diese bis Mai 1962 in 56 Länderspielen betreute. Bei der Weltmeisterschaft 1958 führte er sie auf den dritten Platz. Zu diesem bis dahin größten internationalen Erfolg Frankreichs hatten mit Jonquet, Penverne, Fontaine, Piantoni und Vincent fünf Reimser als „Korsett“ der Mannschaft beigetragen, außerdem der zu dieser Zeit allerdings für drei Jahre bei Real Madrid unter Vertrag stehende Kopa; mit Torhüter Colonna stand ein sechster Spieler des Doublé-Gewinners im französischen Aufgebot für Schweden, aus dem zudem Bliard erst kurz vor Turnierbeginn aufgrund einer Verletzung hatte gestrichen werden müssen. Fontaines 13 Treffer machten ihn zum besten Torschützen, Kopa wurde zum besten Spieler der WM-Endrunde gewählt. Deshalb herrschte vor allem ab Mitte der 1950er Jahre die Einschätzung „Die französische Nationalelf ist Reims, jedenfalls beinahe“ vor.

### Stades Mannschaft – überall populärer als in Reims
Detaillierte Zuschauerzahlen während der Erstligasaisons siehe unter Zuschauerzahlen bei Liga-Heimspielen.
Trotz der sportlichen Erfolge, der attraktiven Spielweise und einer stark zunehmenden Bevölkerungszahl der Stadt – zwischen 1946 und 1962 von rund 111.000 auf 134.000 Einwohner – gab der vergleichsweise geringe Zuschauerzuspruch in Reims selbst permanent Anlass zu kritischen Fragen.
Bei Ligaheimspielen betrug der saisonale Besucherdurchschnitt mit einer einzigen Ausnahme (11.545 Zuschauer 1959/60, als die Elf in 38 Punktspielen 109 Treffer erzielte) stets nur zwischen 7.300 (1956/57) und 9.950 (1952/53). Nur vereinzelt fanden einmal mehr als 20.000 Menschen den Weg ins Stade Auguste-Delaune, das 1945 nach einem ermordeten Widerstandskämpfer umbenannt worden war. Auswärts hingegen waren die Rot-Weißen schon seit Ende der 1940er der Magnet, und das Spiel der eigenen Mannschaft gegen sie stellte auch an den Stadionkassen sehr häufig den Saisonhöhepunkt dar. In den gegnerischen Stadien lag die mittlere Zuschauerzahl stets um mehrere Tausend über dem Heimdurchschnitt und erreichte beispielsweise 1956/57 mit fast 21.000 mehr als das Doppelte. Eine konkludente Erklärung für diese Diskrepanz findet sich in der Literatur nicht; die Konkurrenz um die Publikumsgunst mit dem damals dominierenden Radsport bestand nicht nur in Reims mit seiner besonders rekordgeeigneten Radrennbahn, sondern auch in den anderen französischen Städten.
Zwar war der geringe heimische Zuschauerzuspruch nicht in erster Linie ein finanzielles Problem, denn in Frankreich war bei Punkt- und Pokalspielen Einnahmeteilung üblich – in der Division 1 (bis 1962) im Verhältnis 60:40 zugunsten des Heimvereins, in der Coupe de France (bis 1968) hälftig. Aber nachdem beispielsweise im Mai 1955 nur 10.043 Besucher das letzte Saisonheimspiel des neuen Landesmeisters gegen OGC Nizza sehen wollten, formulierte die Reimser Tageszeitung L’Union vorwurfsvoll „Das Reimser Publikum verdient Frankreichs beste Mannschaft nicht“. Die PCF-nahe Sportzeitung Miroir-Sprint charakterisierte die Atmosphäre auf den Stadionrängen mit der Aussage, dort seien regelmäßig die „kritischsten und am wenigsten aus sich herausgehenden Zuschauer ganz Frankreichs“ anwesend.
Das scheint sich auch Jahrzehnte später kaum geändert zu haben. Denn selbst kurz vor Ende der Saison 2017/18, als die Mannschaft rechnerisch schon frühzeitig als Zweitligameister feststand und dennoch nur einen Zuschauerschnitt von rund 9.000 aufwies, äußerten langjährige Anhänger der Rot-Weißen: „Reims ist nie eine Fußballstadt gewesen“; die „Bewohner sind extrem anspruchsvoll, sie messen die heutigen Leistungen nur an den vergangenen Erfolgen“.
Als bei Stades erstem Auftritt im neu geschaffenen Europapokal der Landesmeister gegen Aarhus GF (Herbst 1955) nicht einmal 9.000 Zuschauer eine Eintrittskarte lösten, beschloss Präsident Germain, zukünftig bei Heimspielen in diesem Wettbewerb in den rund 150 km entfernten Pariser Parc des Princes umzuziehen. Die Rechnung ging auf, weil sich das Hauptstadtpublikum anlässlich des „Marathonspiels“ gegen den AC Mailand in der Coupe Latine 1955 „in Stade Reims verliebt“ hatte. Vörös Lobogó Budapest zog dort im Dezember 1955 über 36.000 Besucher an und auch später rechtfertigte „Stades zweite Heimat“ regelmäßig diese Entscheidung, nahezu unabhängig von der Attraktivität des jeweiligen Gegners; beispielsweise kamen im Februar 1959 gut 32.000 gegen Standard Lüttich und im November 1962 fast 37.000 gegen Austria Wien.
Auch bei den von Reims veranstalteten, in Zeiten einer geringen Verbreitung von Fernsehapparaten und außerordentlich seltener Direktübertragungen sehr beliebten Freundschaftsbegegnungen gegen renommierte Mannschaften aus Europa oder Südamerika frequentierten die Fußballinteressierten den Prinzenpark regelmäßig in großer Zahl. Diese Einnahmen halfen den Rémois merklich dabei, ihren namhaften Spielerkader unterhalten zu können. Ebenso zog der Name Stade Reims bei den zahlreichen Tourneen, bei denen die Mannschaft auf allen Kontinenten Spiele austrug, regelmäßig hohe fünfstellige Besucherzahlen an, selbst in einer „fußballerischen Diaspora“ wie Indonesien (Sommer 1956). Auch diese Reisen waren für die Deckung des Vereinsbudgets unabdingbar. Zugleich versuchte der Verein aber auch, in der Nachbarschaft für sich zu werben; noch Mitte der 1950er trug er unter der Woche in der Champagne immer wieder Spiele bei unterklassigen Gegnern aus.
Am 29. Dezember 1957 verfolgten geschätzt 700.000 Fernsehzuschauer im ganzen Land das Punktspiel gegen den FC Metz; dies war die erste Liveübertragung eines Ligaspiels in Frankreich. Gastgeber Stade Reims erhielt dafür von TF1 aber lediglich eine Ausgleichszahlung, die nicht viel mehr als die Differenz zwischen den Zuschauereinnahmen und den durchschnittlichen Einnahmen der vorangegangenen Heimspiele kompensierte.
Erst mit Stades Rückkehr in die Division 1 (1970) honorierten die Reimser Zuschauer die Leistungen ihrer Mannschaft stärker: sechs Jahre lang lag die mittlere Besucherzahl stets über 10.000 und übertraf auch diejenige bei Auswärtsspielen. Dies änderte sich erst während der letzten drei Erstligasaisons (1976 bis 1979) wieder.

## Ligazugehörigkeit und Erfolge
Details zu den einzelnen Spielzeiten seit 1931 siehe unter Ligazugehörigkeit und Platzierungen.
Erstklassig (Division 1, seit 2002 Ligue 1 genannt) spielten die Rémois 1939–1943, 1944–1964, 1966/67, 1970–1979, 2012–2016 und 2018–2025.
- Französischer Meister: 1949, 1953, 1955, 1958, 1960, 1962 (und Vizemeister 1947, 1954, 1963)
- Französischer Pokalsieger: 1950, 1958 (und Finalist 1977, 2025)
- Französischer Supercupgewinner: 1955, 1958, 1960, 1964
- Französischer Ligapokalsieger: 1991
- Gewinner der Coupe Drago: 1954
- Europapokal der Landesmeister: Finalist 1956, 1959
- Coupe Latine: Sieger 1953 (und Finalist 1955)
- Gewinner des Alpenpokals: 1977
- Französischer Amateurmeister: 1935, 1939, 1948

## Frauenfußball
Statistiken zu den Reimser Spielerinnen siehe unter Fußballerinnen.

### Die Anfänge: Nummer eins in Frankreich
Reims entwickelte sich schon unmittelbar nach dem Ersten Weltkrieg zu einem der Zentren des von den französischen Fußballverbänden FFF und seiner Vorgänger USFSA beziehungsweise CFI damals bekämpften Frauenfußballs. Die Frauen von Les Sportives de Reims schlossen sich deshalb der Fédération des Sociétés Féminines Sportives de France (FSFSF) an und waren 1921 die ersten nicht in Paris beheimateten Fußballerinnen, die ein Endspiel um die Landesmeisterschaft erreichten, in dem sie – wie auch 1922 und 1923 – den Hauptstadtklubs En Avant beziehungsweise Fémina Sport unterlagen. Dieses frühe Kapitel des organisierten Frauenfußballs fand allerdings um 1930 sein Ende.
Mitte der 1960er Jahre erlebte der Frauenfußball auch in Frankreich eine Renaissance, die im März 1970 in seine Legalisierung durch die FFF mündete. Reims war nicht die erste, geschweige denn die einzige Stadt Frankreichs, in der Frauen wieder Spiele austrugen; dennoch gilt sie als Geburtsstätte und „Hauptstadt der zweiten Welle des Frauenfußballs“. Dort fand nach fast vier Jahrzehnten 1968 wieder ein Spiel zweier Frauschaften statt, die anschließend den Football Club Féminin de Reims gründeten; dieser griff um den Jahreswechsel 1969/1970 den Vorschlag auf, eine autonome Abteilung von Stade Reims zu bilden. Diese Autonomie beinhaltete allerdings auch, dass die Fußballerinnen – Ende 1982 umfasste die Abteilung einschließlich zweier Jugendteams 47 Aktive, die regelmäßig zweimal pro Woche unter Jean-Jacques Souef (Chefcoach) und Gérard Richomme trainierten – keinerlei finanzielle Unterstützung des Gesamtvereins erhielten, sondern auf die eigenen, bescheidenen Einnahmen angewiesen waren.
Von November 1969 bis September 1975 haben Stades Frauen in 260 Spielen lediglich 21 Niederlagen kassiert, diese sämtlich außerhalb Frankreichs. Sie waren auch in den ab 1974/75 ausgetragenen Landesmeisterschaften führend, errangen binnen acht Jahren fünf nationale Titel – nämlich 1975, 1976, 1977, 1980 und 1982 – und standen 1978, 1979 sowie 1981 im Endspiel, das sie jeweils gegen ihren großen nordfranzösischen Konkurrenten, die AS Étrœungt, verloren. Sie bestritten vor oft fünfstelliger Zuschauerzahl Freundschaftsspiele auf allen Kontinenten und gewannen mehrere internationale Turniere, so in New York (1970), Bandung (1972), Port-au-Prince (1974, 1978) und bei der inoffiziellen Vereinsweltmeisterschaft in Taipeh (1978).
Mit Pierre Geoffroy, zugleich Trainer der erfolgreichen Elfen, leitete ein Mitglied des Vereins die erste Frauenfußballkommission des Landesverbandes. Ähnlich den Männern stellten auch die Frauen des Vereins phasenweise das Gros des Nationalelfkaders. Bis 1978 standen mit zwei Ausnahmen stets zwischen fünf und acht Reimserinnen für Frankreich auf dem Platz, bei einem Spiel gegen Belgien 1976 sogar zehn. Zu den bekanntesten Spielerinnen jener Zeit zählen Élisabeth Loisel, die später auch französische Nationaltrainerin wurde, Maryse Lesieur, Marie-Bernadette Thomas, Isabelle Musset und die Torfrau Marie-Louise Butzig. Ab Mitte der 1980er Jahre nur noch zweitklassig – während der Saison 1985/86 hatte der Verein seine Frauschaft aus dem Erstligabetrieb zurückgezogen –, gründeten die Spielerinnen den FCF Reims neu.
Im Frühjahr 2018 kam der Spielfilm Comme des garçons („Wie die Jungs“) in die französischen Lichtspielhäuser. Dieser zeichnet die Anfangsjahre des Frauenteams von Stade Reims nach.

### Seit 2014: Rückkehr des Frauenfußballs
Statistiken zum saisonweisen Abschneiden der Frauen in jüngerer Zeit auf der Artikel-Unterseite.
Der Verein verfügte ab 1986 nicht mehr über eine Frauenfußballabteilung, hat sie allerdings 2014 – sicher auch unter dem Eindruck, dass die FFF seit Anfang des Jahrzehnts die „Feminisierung des französischen Fußballs“ aktiv vorantreibt – wieder eingerichtet. Ihr erstes Pflichtspiel gewannen die von Ex-Profi Florent Ghisolfi trainierten Reimserinnen anlässlich eines Pokalspiels im September 2014 bei Olympique Saint-Memmie mit 5:0. Die Meisterschaft der Division d’Honneur Champagne-Ardenne schlossen die Frauen mit der makellosen Bilanz von 14 Siegen in ebenso vielen Spielen und einem Torverhältnis von 100:4 ab, womit sie sich für die Aufstiegsrunde (Championnat Interrégional) zur Division 2 Féminine qualifiziert hatten. Darin setzten sie sich ebenfalls durch und traten 2015/16 zweitklassig an. Diese Spielzeit, an deren Ende die Teilnehmerzahl der D2F von 36 auf 24 Frauschaften reduziert wurde, schlossen die Rot-Weißen ebenso als Gruppen-Fünfte ab wie in der folgenden Saison 2016/17. Nachdem sie ein Jahr später Zweite ihrer Gruppe geworden waren, stiegen sie unter Trainerin Amandine Miquel 2019 mit 14 Punkten Vorsprung als unangefochtene Gruppensiegerinnen und zugleich Zweitligameisterinnen in die Division 1 Féminine auf. Am Ende ihrer ersten Spielzeit im „fußballerischen Oberhaus“ belegten Reims’ Frauen den achten Tabellenplatz, ein Jahr darauf schlossen sie sogar als Sechstplatzierte ab und fanden sich auch in den folgenden beiden Spielzeiten jeweils auf einem Rang im gesicherten Mittelfeld wieder. 2023/24 beendeten sie die Saison sogar als Viertplatzierte. Anschließend kam es zum Weggang der langjährigen Trainerin Amandine Miquel, mit der auch eine Reihe von Stammspielerinnen den Verein verließ; dieser Aderlass betraf alle Mannschaftsteile, reichte von Torfrau Kinga Szemik über Rofiat Imuran, Oluwatosin Demehin, Jade Rastocle, Lou-Ann Joly und Charlène Meyong hin zu den beiden Angreiferinnen Noémie Mouchon und Shana Chossenotte, die nicht adäquat ersetzt wurden. Zwölf Monate später folgte der Abstieg in die zweite Liga, nachdem das Team am letzten Spieltag in einem echten „Abstiegsfinale“ bei Racing Strasbourg, in dem den Reimserinnen ein Unentschieden zum Klassenerhalt gereicht hätte, in der 6. Minute der Nachspielzeit den Treffer zum 1:2 hinnehmen musste.